# أندريه إغلي
أندريه إغلي (مواليد 8 مايو 1958) هو لاعب كرة قدم. يلعب مع منتخب سويسرا لكرة القدم. سبق له أن لعب في كأس العالم لكرة القدم مع منتخب بلاده.

## روابط خارجية
- أندريه إغلي على موقع الاتحاد الأوربي (الإنجليزية)
- أندريه إغلي على موقع دوري كوريا الجنوبية (الإنجليزية)
- أندريه إغلي على موقع قاعدة بيانات كرة القدم.إي يو (الإنجليزية)
- أندريه إغلي على موقع ناشيونال فوتبول تيمز (الإنجليزية)
- أندريه إغلي على موقع Soccerway.com (الإنجليزية)
- أندريه إغلي على موقع عالم كرة القدم.نت (الإنجليزية)